# Studenec (district de Semily)
Pour les articles homonymes, voir Studenec.
Studenec  (en allemand : Studenetz) est une commune du district de Semily, dans la région de Liberec, en Tchéquie. Sa population s'élevait à 1 826 habitants en 2025.

## Géographie
Studenec se trouve à 17 km au sud-est de Semily, à 43 km au sud-est de Liberec et à 96 km au nord-est de Prague.

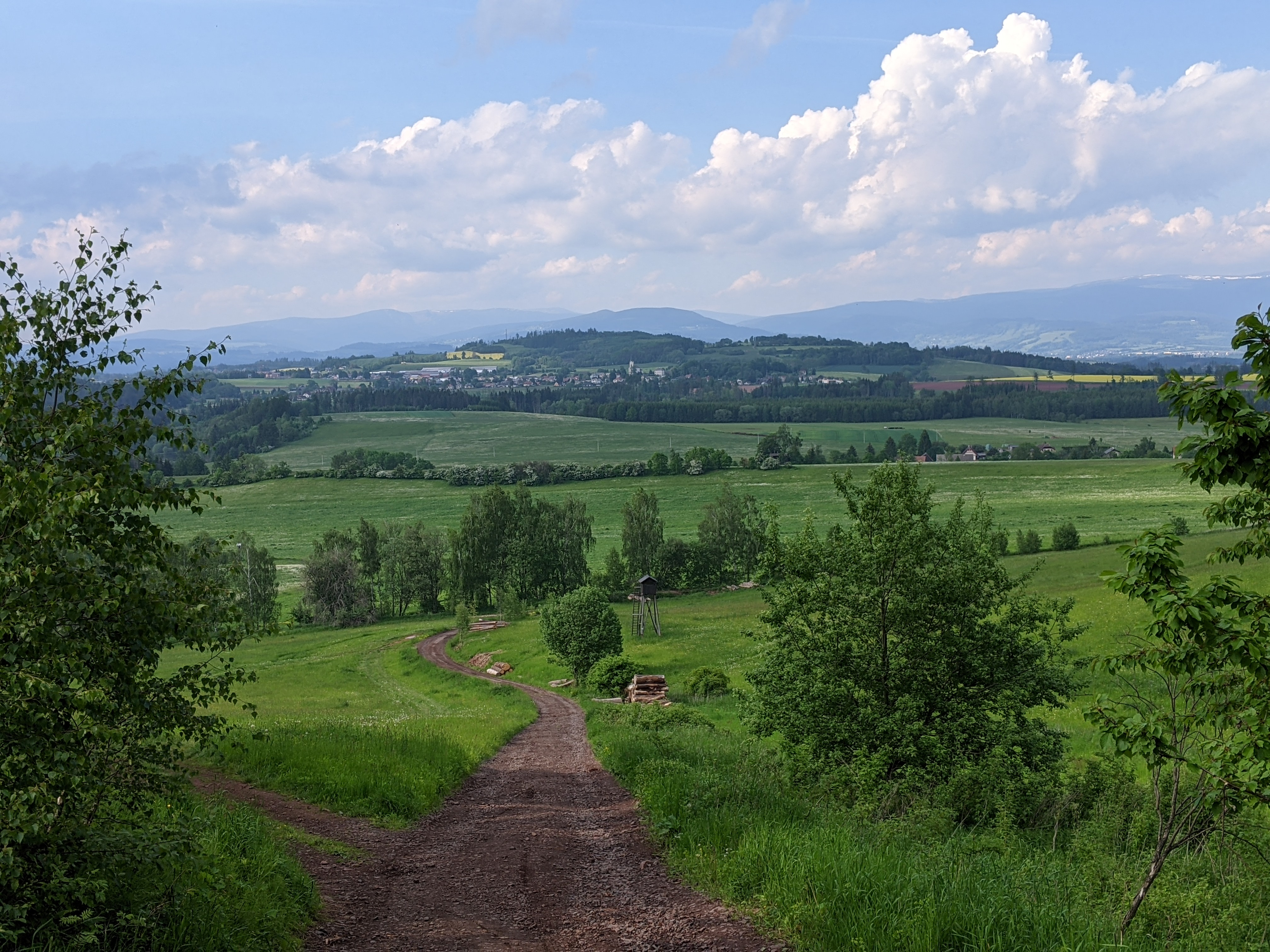
Vue depuis le mont Kozinec (608 m).
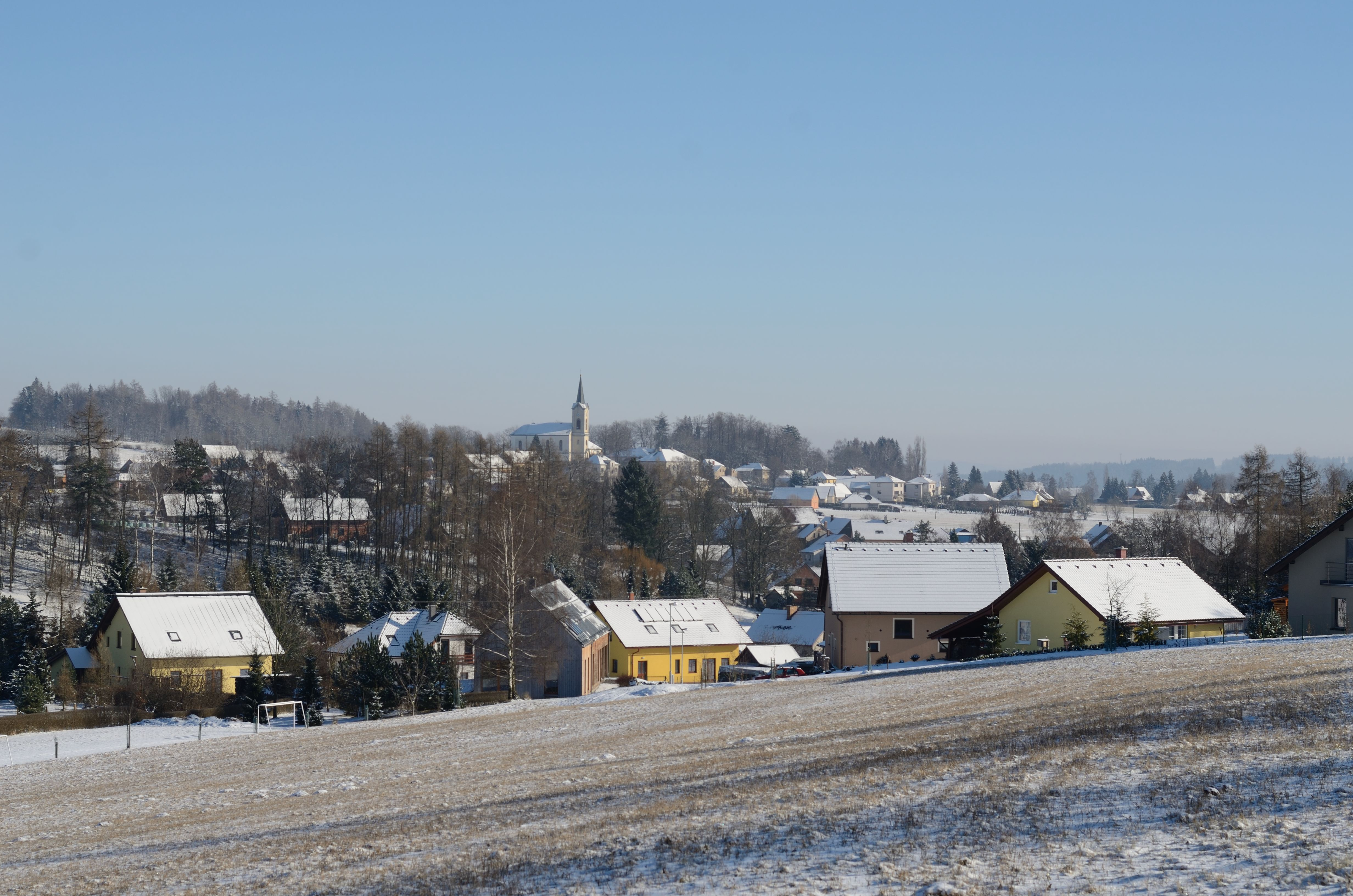
Vue de Studenec.

La commune est limitée par Martinice v Krkonoších, Horní Branná et Dolní Branná au nord, par Horní Kalná à l'est, par Čistá u Horek, Bukovina u Čisté et Levínská Olešnice au sud et par Roztoky u Jilemnice à l'ouest.

## Histoire
La première mention écrite du village date de la seconde moitié du XIVe siècle.

## Administration
La commune se compose de trois sections :
- Studenec ;
- Rovnáčov ;
- Zálesní Lhota.

## Galerie

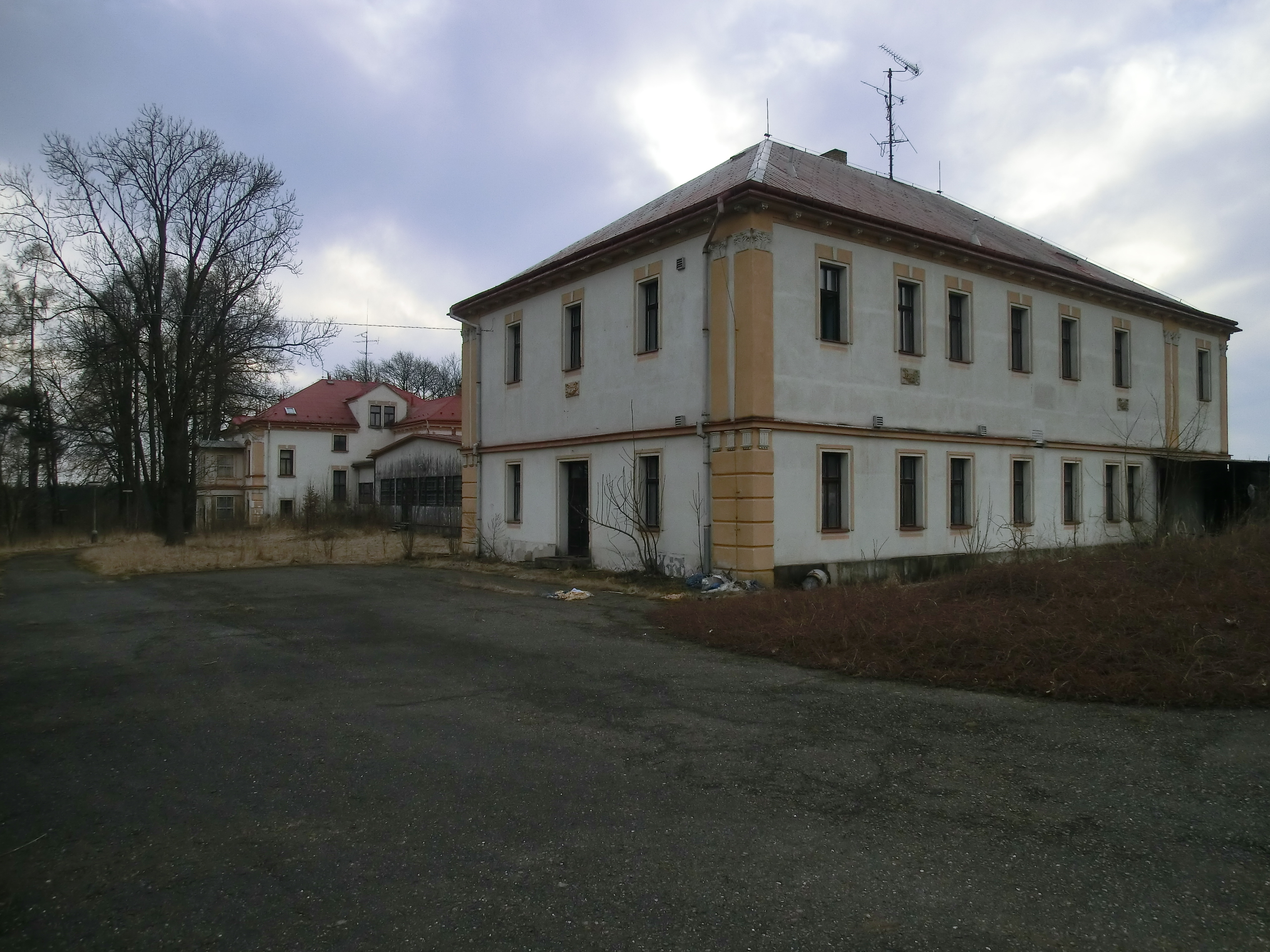
Château de Studenec.
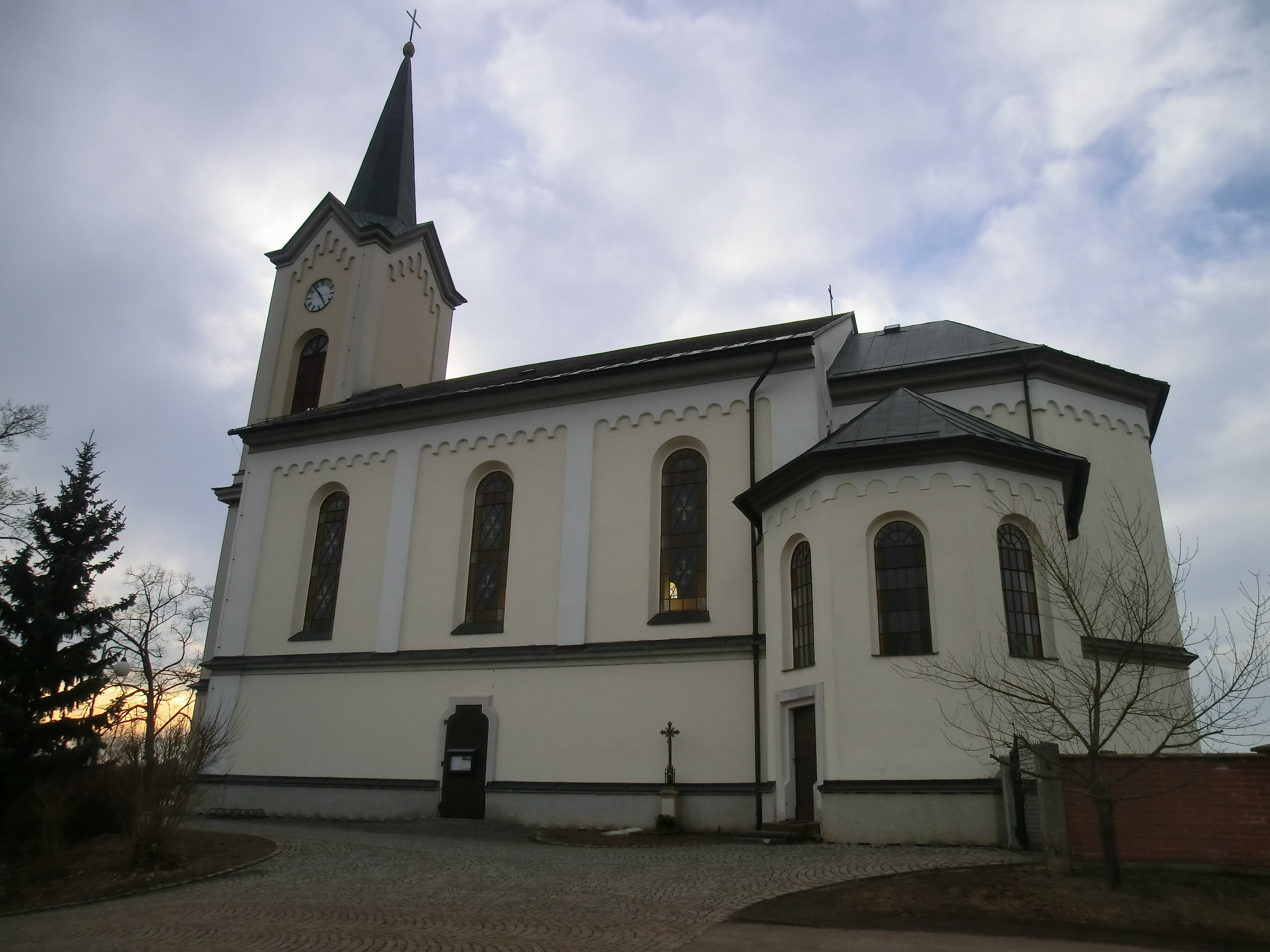
Église Saint-Jean-Baptiste.

## Transports
Par la route, Studenec se trouve à 8 km du centre de Jilemnice, à 24 km de Semily, à 64 km de Liberec et à 120 km de Prague.